# Roksana Schmidt
Roksana Schmidt (ur. 22 listopada 1992 w Łodzi) – polska koszykarka występująca na pozycjach rzucającej oraz niskiej skrzydłowej, obecnie zawodniczka Kangoeroes Pitzemburg Mechelen.
5 lipca 2017 została zawodniczką Cosinus Widzewa Łódź. Pod koniec lipca 2018 dołączyła do Energi Toruń.
20 lipca 2019 została zawodniczką belgijskiego Kangoeroes Pitzemburg Mechelen.

## Osiągnięcia
Stan na 1 sierpnia 2019, na podstawie, o ile nie zaznaczono inaczej.
Drużynowe
- Finalistka pucharu Polski (2019)[5]

Reprezentacja
- Uczestniczka eliminacji do mistrzostw Europy (2017)